# Anita Cantieri
Pour les articles homonymes, voir Anita et Thérèse de l'Enfant Jésus.
Anita Cantieri (30 mars 1910, Lucques, Italie - 24 août 1942, Lucques), est une laïque italienne, membre du Tiers-Ordre carmélite (sous le nom de Thérèse de l'Enfant Jésus).
Souhaitant se faire religieuse, elle entre au couvent de carmélites de Florence à l'âge de 20 ans. Mais au bout d'une année, malade, elle doit quitter le couvent pour se soigner. La maladie progressant, et voyant qu'elle ne pourra plus jamais réintégrer son couvent, Anita entre dans le tiers-ordre carmélitain en 1935. Intégrée dans les actions pastorales de sa paroisse et de l'Action Catholique, elle poursuit ses engagements et actions d'évangélisation depuis sa chambre où elle est très vite enfermée. Toujours souriante et joyeuse, elle supporte la maladie qui se développe et la fait de plus en plus souffrir.
Considérée comme une sainte par de nombreuses personnes, son procès en béatification est ouvert en 1954, et le pape Jean-Paul II la déclare vénérable en 1991.

## Biographie

### Enfance

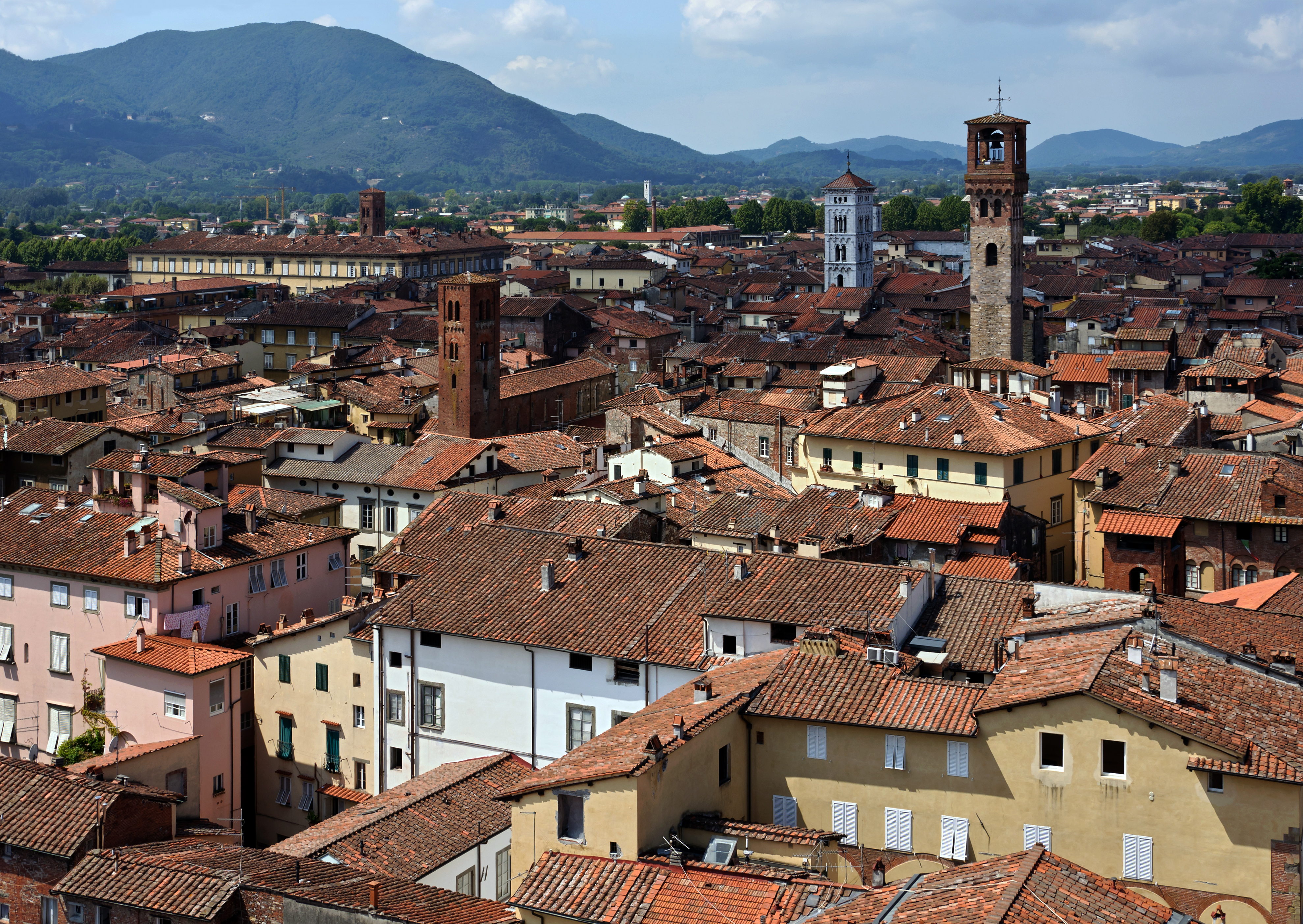
Paysage de Lucques, vue de la tour Guinigi.

Anita Cantieri est née à Lucques (en Toscane) le 30 mars 1910. Elle est la fille de Davino Cantieri et Annunziata Fanucchi, de modestes paysans. Elle est l'avant-dernière des douze enfants de la famille, qui compte quatre filles et huit garçons ; mais trois des enfants sont déjà décédés avant la naissance d'Anita. La petite Anita est baptisée le 3 avril, elle reçoit le sacrement de la confirmation le 3 octobre 1915, et fait sa première communion le 7 mai 1916,.
Sur le plan scolaire, elle se rend durant une courte période dans un institut technique, avant de se rendre (à 12 ans) dans une école dirigée par les Sœurs de Sainte-Dorothée.
À l'âge de douze ans, elle décide de se donner totalement à Dieu, « sentant un appel à la vocation religieuse ».
Cette décision accompagne un « changement intérieur » qui est « remarqué par sa famille ».
À 14 ans, elle exprime l'intention de devenir religieuse, mais elle se heurte à l'opposition de ses parents du fait de son jeune âge.
Anita se sent d'abord appelée à entrer chez les Sœurs de Sainte-Dorothée, mais la supérieure du couvent refuse de l'accepter. Une autre source n'évoque pas ce refus, mais indique que son confesseur, interrogé sur la question du couvent lui aurait conseillé le couvent du Carmel car « elle avait une âme contemplative ».

### Le Carmel
À l'âge de 20 ans, le 24 mai 1930 elle entre au couvent des Carmélites de Sainte-Thérèse de Campi Bisenzio, près de Florence (un autre source indique qu'elle rentre au noviciat du Corpus Domini à Florence, en même temps qu'une amie). Alors qu'elle jouissait d'une bonne santé, elle se trouve prise de fièvres récurrentes. Les médecins diagnostiquent une fièvre de Malte. Malgré sa maladie, elle poursuit son service à l'adoration eucharistique. Mais la maladie se développe. Pour l'aider à se remettre, les religieuses l'envoient en convalescence dans un village proche de la ville. Ne parvenant pas à guérir, elle est renvoyée dans sa famille en août 1931, avec l'espoir de revenir au couvent.
Sa maladie évolue en une tuberculose pulmonaire. Les témoins rapportent qu'Anita a vécu « tout cela d'une manière édifiante, avec sérénité et courage ». Elle espère toujours retrouver la santé pour revenir au couvent, mais après un temps, les médecins lui « enlèvent tout espoir », lui causant une « grande douleur ». Elle s'organise alors un programme quotidien de prière proche de celui d'une carmélite avec des temps de messe, récitation des offices, du chapelet, d'oraison. Bien qu'éloignée du couvent, elle poursuit une correspondance avec les religieuses, échangeant des lettres et des poèmes.
Se voyant incapable de rentrer au Carmel (comme carmélite), elle décide de s'engager dans le Tiers-Ordre, le 1er juillet 1935 elle prononce son engagement dans le Tiers-Ordre carmélite, et prend le nom de Thérèse de l'Enfant Jésus.
En septembre 1935, sur l'initiative de son directeur spirituel, le père Pasquinelli,, elle fait un pèlerinage à Lourdes, qui lui est très pénible du fait de sa mauvaise santé. Elle refuse de demander sa propre guérison, mais offre ses souffrances pour « la réparation des péchés » (dans le monde).
Humble, silencieuse, souriante, elle essaye de vivre sa devise-programme : « Pour l'amour, la souffrance, le silence. Tout ici se résume ma vie ».

### L'épreuve de la maladie
Dans la dernière période de sa vie, elle est réduite à l'immobilité par la maladie. Clouée au lit, Anita devient néanmoins la promotrice et l'animatrice de plusieurs paroisses et d'initiatives apostoliques. Membre de l'Action catholique avant la maladie, elle poursuit son action dans cette organisation, malgré son immobilité.
Sa chambre, où elle se trouve bloquée par la maladie, devient le siège constant de réunions et de conférences, auxquelles s'ajoutent des visites de personnes qui ont besoin d'un réconfort spirituel. Ne pouvant sortir pour se rendre à la messe celle-ci est parfois célébrée dans sa chambre.
Elle est également en étroite collaboration avec le Centre diocésain et ses dirigeants, qui souvent, viennent trouver des conseils à son chevet. Pour toutes ces missions, elle offre « ses souffrances et sa prière »,.
En 1938, elle est frappée par une grave crise cardiaque qui amène son entourage à penser « que c'est la fin ». En 1941 une nouvelle crise exige une opération chirurgicale. Dans tous ces moments, elle montre « une force et une sérénité extraordinaire malgré la douleur ». Quand elle devient trop faible pour se débrouiller seule, ce sont ses deux sœurs Rita et Irma, ainsi que sa mère, qui l'assistent et la soignent. Durant cette période, elle continue toujours de sourire même si elle souffre intensément.
La tuberculose se généralise, entraînant des complications et une tumeur abdominale. Malgré la douleur, elle maintient les réunions, réduisant seulement ses correspondances épistolaires car « les forces l'abandonnent »,.
Elle décède « saintement », le 24 août 1942. Lors de ses funérailles, une foule importante se présente et vient visiter « sa chambre », n'hésitant pas à déclarer : « c'est une sainte ! ». Sur sa tombe, est marqué, à sa demande, « Deo Gracias » (« Merci mon Dieu »), petite phrase qu'elle répétait souvent, surtout quand elle souffrait.

## Vénération et béatification
Son procès en béatification est ouvert en 1954, et le 21 décembre 1991 la Congrégation pour la cause des saints reconnait les « vertus héroïques » de la jeune italienne, lui attribuant ainsi le statut de vénérable. Sa fête est fixée au 24 août.

## Spiritualité
Anita avait une grande dévotion pour l'adoration eucharistique, une religieuse qui a partagé avec elle des temps d'adoration devant le Saint Sacrement, disait d'elle : « Elle avait l'air d'un ange quand elle était devant le Saint Sacrement », elle ajoute « elle n'ouvrait presque jamais un livre, et gardait le regard fixé sur l'ostensoir ».
Elle a une grande amitié spirituelle avec saint Jean de la Croix et Anna Maria Redi (qui a vécu à Florence). Durant toute sa période de maladie, elle garde le sourire, ne se plaint jamais, et offre ses souffrances « dans un lent et continuel martyre ». Si elle ne demande rien pour soulager ses souffrances, elle suit scrupuleusement les prescriptions médicales.